# Kunst im öffentlichen Raum in Frankfurt (Oder)
In Frankfurt (Oder) sind etwa 270 Skulpturen und Wandbilder im öffentlichen Raum zu sehen.

## Plastiken
Die „Skulptur zu Heinrich von Kleist“ wurde vom Bildhauer Wieland Förster aus Sandstein gestaltet. Den Auftrag für das abstrakte Werk erteilte die Stadt 1974 auf Initiative von Rodolf Loch, dem Direktor des Kleistmuseums. Am 18. November 1977 wurde die 80.000 Mark teure Skulptur im Garten des Kleistmuseums eingeweiht. 1980 wurde sie verlegt und steht heute gegenüber dem Geburtshaus Kleists südöstlich der Marienkirche.

Sitzender Akt von Ernst Sauer

Der „Sitzende Akt“ des Bildhauers Ernst Sauer befindet sich am Rand des Lennéparks. Die Skulptur aus Klinkerstein wurde 1976 von der Stadt erworben.
In der Schmalzgasse befinden sich drei Plastiken von Eckhard Herrmann, welche zwischen 1988 und 1991 aufgestellt wurden. Das Gesicht des Agierenden sollte dabei das des Oberbürgermeisters Fritz Krause erhalten, allerdings lehnte dieser ab. Der sinnende Sitzende trägt das Gesicht des Stadtarchitekten Manfred Vogler. Die dritte Plastik ist die des Gauklers.
Die „Muse“ von Roland Rother ist eine Skulptur in der Lindenstraße am Haus der Künste. Aufgestellt wurde sie 1991. Die Muse stellt eine Mischung aus griechischer Antike, repräsentiert durch den Kopf mit Dutt, und Oderbäuerin, kräftige Oberarme und Brüste, dar. Unter der nach vorn gebeugten Figur befinden sich zwei weitere Figuren, welche Künstler darstellen sollen. Diese suchen nach Nahrung, dies ist der Geschichte von Romulus und Remus nachempfunden. Am Sandsteinsockel befinden sich weitere Figuren, durch welche die Künste des nebenstehenden Hauses repräsentiert werden. Der Mann mit dem Rahmen steht für den Architekten, der Maler für die Bildkünstler, der Vorhang für das Theater, der Schreibende mit Pegasus für die Dichtkunst und die Kugel, welche die Muse hält, für die Volkskunst. Ursprünglich war geplant, am Sockel den Namen aller Verbände vom Haus der Künste zu nennen. Durch die politische Wende und der damit einhergehenden Unsicherheit wurden stattdessen Reime verwendet.
Die Bronzeplastik Geschwister der Bildhauerin und Malerin Liz Mields-Kratochwil steht in der Magistrale. Dargestellt werden zwei nackte Mädchen. Die Modelle für die Plastik waren die Tochter der Bildhauerin Anne-Kathrin, die etwas größere, und deren Freundin Friederike. Die Plastik wurde um 1987 erstellt und etwa drei Jahre später aufgestellt.
Die Gotische Stele am Stadion in Richtung Ziegenwerder von Jürgen Hartmann und Harald K. Schulze wurde 2003 errichtet. Das Werk ist sieben Meter hoch und besteht aus Holz, Acryl und Edelstahl.

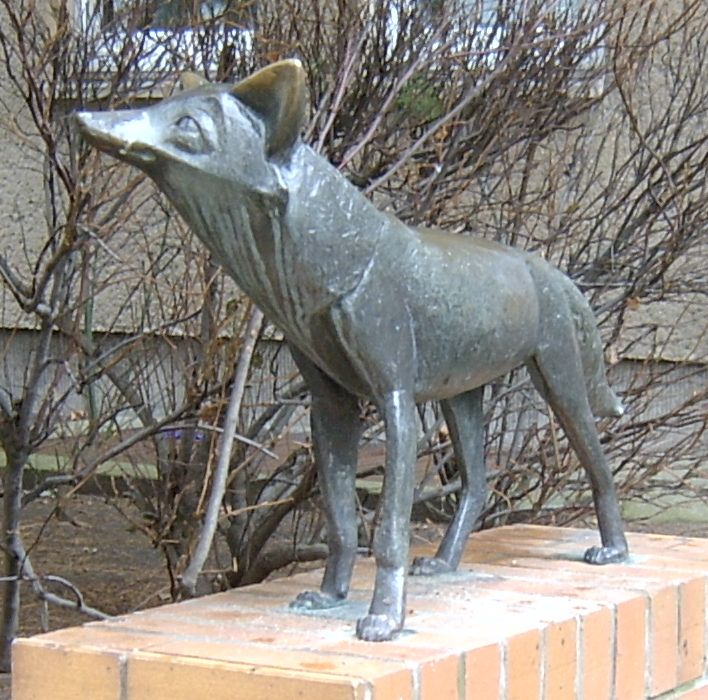
Fuchs von Stephan Horota

Der Fuchs des Bildhauers Stephan Horota steht in der Rosengasse vor der Kindertagesstätte Hilde Coppi. Es ist die einzige Plastik des Künstlers in Frankfurt (Oder), welche in den 1960er Jahren nach einem Auftrag durch den Rat der Stadt entstand.
Der stehende Knoten von Egidius Knops befindet sich auf dem Hof des Konrad-Wachsmann-Oberstufenzentrums. Die aus zwei Chromnickelstahl bestehenden Röhren wurden am 16. Februar 2000 eingeweiht. Die vier Meter hohe Skulptur war das Ergebnis eines Wettbewerbs unter dem Thema Freie Umsetzung eines von Wachsmann konstruierten Knotenpunktsystems.

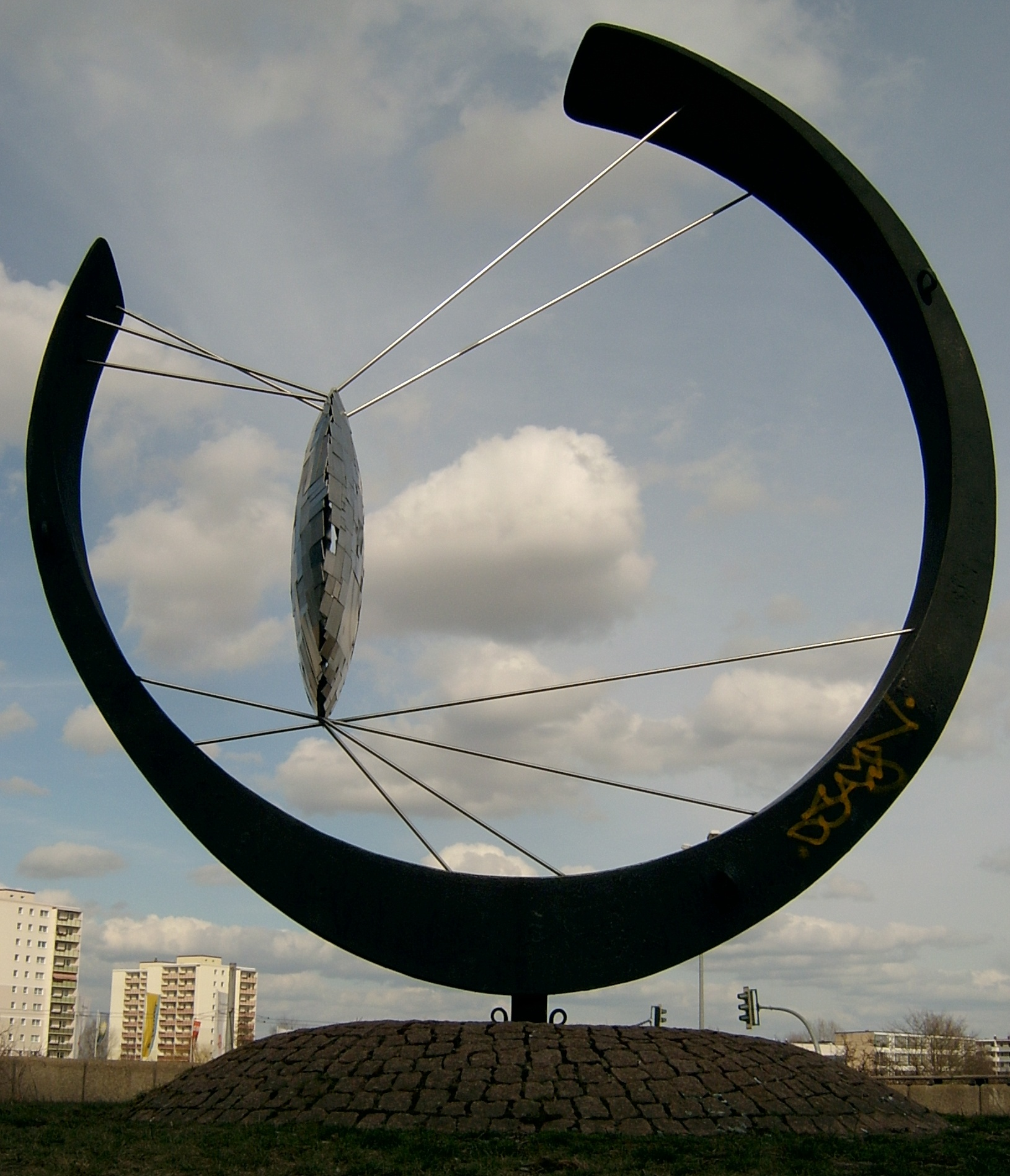
Revolution von Christian Roehl

Revolution heißt die Plastik von Christian Roehl (* 1940 in Berlin, † 2013 in Stahnsdorf bei Potsdam) in der Birkenallee. Bereits 1978 wurde ein Vorvertrag der Stadt mit Roehl geschlossen und 1986 wurde der fünf Tonnen schwere und fünf Meter durchmessende Stahlring im VEB Chemieanlagen Staßfurt gegossen. Ursprünglich befand sich an der Plastik der Spruch Unser Ziel ist es, die sozialistische Gesellschaftsordnung zu errichten, die nach Aufhebung der Teilung der Menschheit in Klassen nach Beseitigung jeder Ausbeutung des Menschen durch den Menschen und einer Nation durch andere Nationen unbedingt jede Möglichkeit von Kriegen überhaupt beseitigen wird. Dies war ein Zitat von Lenin, dessen Namen die Birkenalle zur damaligen Zeit trug. Aufgrund schleppender Bauarbeiten, die Errichtung eines Erdhügels für die Skulptur, verzögerte sich die Aufstellung und am 20. März 1990 wurde der Künstler durch die Stadt gebeten, das Kunstwerk, speziell bezüglich des Zitates, zu überarbeiten. Statt des Zitates wurden nun Jahreszahlen verschiedener Revolutionen angebracht und am 5. Dezember 1991 konnte das Werk in Neuberesinchen aufgestellt werden. Die Jahreszahlen im Einzelnen: 73–71 v. Chr. – Spartacusaufstand, 1524–1525 – Deutscher Bauernkrieg, 1597 – Utrechter Union, 1688 – Glorious Revolution, 1789–1795 – Französische Revolution, 1830 – Julirevolution in Paris, 1848 – Februarrevolution 1848 in Paris, Wiener Oktoberaufstand, 1867 – Schlacht von Cerro de las Campanas in Mexiko, 1871 – Aufstand der Pariser Kommune, 1905–1906 – Revolution in Russland nach dem Petersburger Blutsonntag, 1911 – Revolution in China, 1917 – Februarrevolution in Russland, 1956 – Volksaufstand in Ungarn, 1989 – Wende in der DDR. Heute ist das Kunstwerk leider von Graffiti verschmiert.
Aufstehen – Einfallen ist der Name der 4,5 m hohen und über 5 m breiten Plastik von Christian Roehl. Das Edelstahlgebilde im Süden Ziegenwerders wurde 2003 aufgestellt. Die Schwingen symbolisieren einen großen Vogel, welcher landet, bzw. da es ein großer Vogel ist einfällt. Davon leitet sich der Name ab und soll auch auf den Menschen und dessen Fallen und Aufstehen deuten.
Die Lernenden von Herbert Burschik sind am Berufsbildungshaus der Telekom am Spitzkrug zu finden. Das Pärchen, ein Mädchen mit kurzen Haaren und ein Junge mit bravem Seitenscheitel, lernen bei Wind und Wetter barfuß sitzend auf einer Bank. Der Blick des Jungen fällt auf das geöffnete Buch, welches die junge Dame in der Hand hält. Der Junge stützt sich mit seiner linken Hand auf die Bank, mit der rechten auf seinem linken Bein ab. Mit schlaksig gekreuzten Füßen sitzt er da und trotzdem aufmerksam, gespannt bis in die Haarwurzel. Das Mädchen sitzt kerzengerade und hat ihren rechten Fuß ein wenig nach vorn gestellt. Ihr Blick schweift in die Ferne, fast so, als ob sie einen Text oder ein Gedicht lernen müsse und sagt das Gelesene stumm auf.
Die sitzende Tänzerin in der Beethovenstraße stammt ebenfalls von Edmund Neutert. Modell war seine Tochter Elke.
Die Plastik Mutter und Kind von Theo Balden und Karl-Günther Möpert befindet sich am Thomas-Müntzer-Hof, wo sie 1981 aufgestellt wurde. Die Figur aus Reinersdorfer Sandstein ist 60 cm hoch.
Die Schöne Melusine als Harlekin auf der Oderpromenade unweit des Museums Viadrina stammt von Erika Stürmer-Alex. Errichtet wurde sie 1991 vor dem Kabinett des Museums Viadrina, der Villa Hahn, wo sie bis 2003 blieb. Als Material wurde Polystyrol, Plastputz, Polyesterharz und Latex verwendet. 2005 erfolgten umfangreiche Restaurierungsarbeiten.
Prof. Arnd Wittig (1921–1999) entwarf die Plastikgruppe Mütter, die sich unweit des Haupteingangs des Klinikums Markendorf befindet. Eine Mutter steht und blickt in die Ferne, die zweite sitzt und blickt auf den Rasen vor sich und die dritte hält liegend ihr Kind in der Hand. Die stehende Figur ist etwa 2,20 m groß. Aufgestellt wurde die Skulptur 1994, nachdem der Künstler aus Schwedt bereits Mitte der 1980er Jahre den Auftrag erhalten hatte und die Figur 1989 in Lauchhammer gegossen wurde.
Der Besucher findet sich in Neuberesinchen auf dem Platz der Begegnung. Das sechs Meter hohe Werk wurde von Eckhard Herrmann geschaffen und zum 5. Stadtteilfest im September 1999 aufgestellt. Es zeigt eine menschenähnliche Figur mit je zwei Kniegelenken und Hühner-ähnlichen Füßen.

Junge mit Fisch von Walter Kreisel

Junge mit Fisch heißt das Werk des Frankfurter Bildhauers Walter Kreisel und befindet sich auf der Oderpromenade. Die eineinhalb Meter hohe Plastik aus Bronze wurde in den 1970er Jahren aufgestellt.
Der Turm der Tiere befindet sich heute auf der Magistrale und wurde Anfang der 1980er Jahre von Lutz Hähnel im Auftrag der Stadt geschaffen. Ursprünglich befand sich die Skulptur am Tiefbrunnen am Kommunardenweg, bis sie Anfang der 1990er Jahre demontiert wurde. 2003 wurde sie im Europagarten der Insel Ziegenwerder aufgestellt. Das unterste Tier ist ein Nilpferd, darüber stehen ein Bär, eine Ziege, ein Hase und zuoberst ein Vogel.
Die Wandbilder am Lichtspieltheater der Jugend wurden 1955 von Rudolf Grunemann (1906–1981) geschaffen. Die Motive auf dem 3,6 Meter breiten und sieben Meter hohen Kunstwerk stammen aus der Landwirtschaft und ist eine Sgraffito-Arbeit. Eingerahmt werden sie von den zwei Skulpturen des Bildhauers Edmund Neutert. Die aus Kunststein geschaffenen Figuren sind lebensgroß und zeigen eine Genossenschaftsbäuerin und einen Hüttenwerker. Offiziell eingeweiht wurden die Kunstwerke mit der Eröffnung des Kinos am 1. Mai 1955.
Die Kogge ist ein Werk von Friedmann Klos und wurde 1979 im Stadtteil Hansa Nord aufgestellt. Der Sandstein stellt eine Kogge mit aufgeblähten Segeln dar. Der Fuß des Werkes trägt die Inschrift Frankfurt an der Oder – Mitglied der Hanse vom Vierzehnten bis Anfang des 16. Jahrhunderts. Den ersten Werkvertrag schloss der Künstler 1974 mit der Stadt, einen weiteren 1977, der festlegte, dass eine zeichenhafte plastische Lösung für die historische Beziehung Frankfurts zu Hanse gestaltet werden sollte. Der Künstler erhielt 18.000 Mark für das Werk.
Die Bronzeplastik Die Sitzende befindet sich im Osten des Lennéparks und wurde vom Eisenhüttenstädter Herbert Burschik (1922–1990) gefertigt. Die 1,5 Meter hohe Bronzefigur wurde 1965 aufgestellt und zeigt eine junge sitzende Frau.

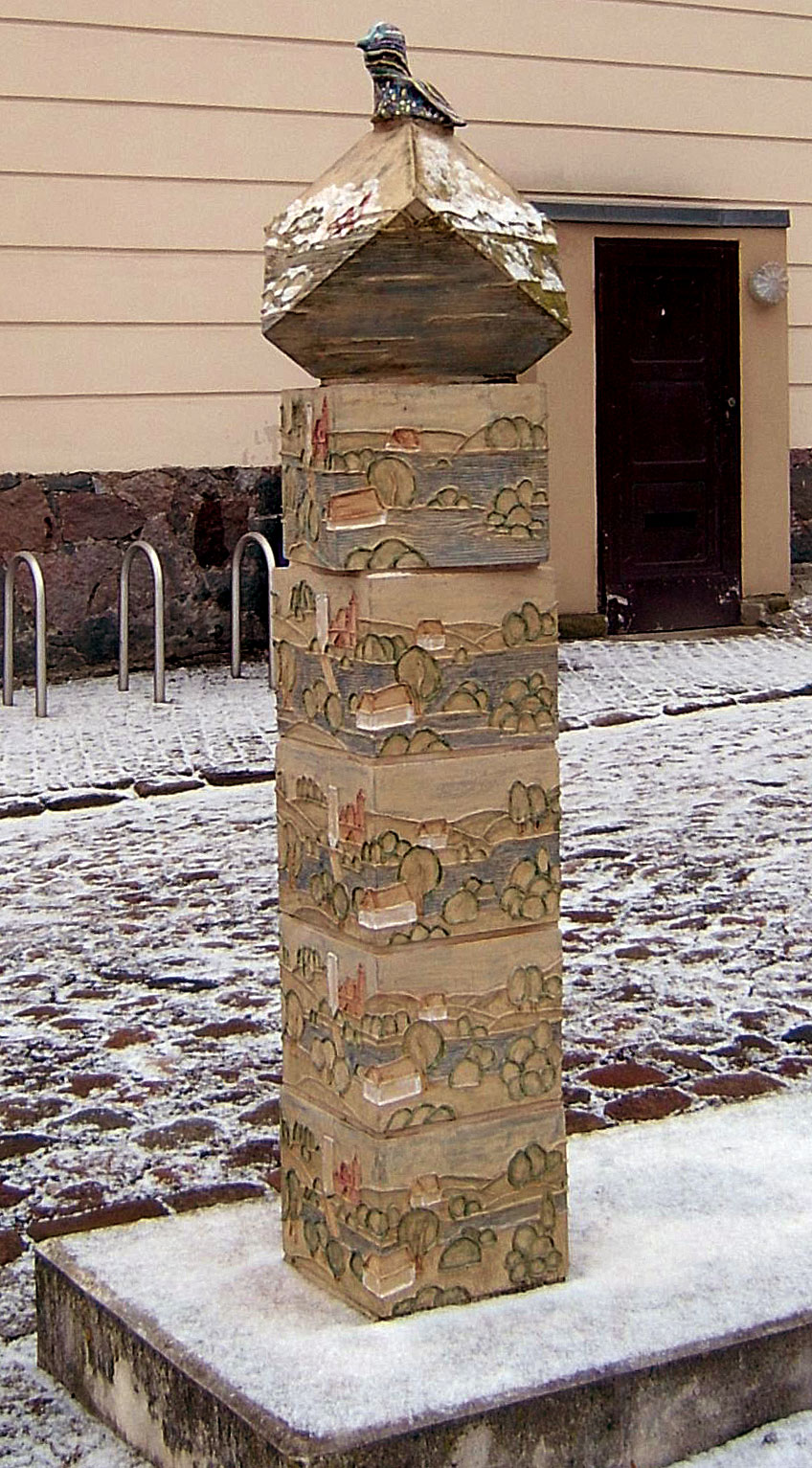
Flutstein nach einer Idee von Toni Gehlsen

Der Flutstein ist ein Werk der Gronenfelder Werkstätten nach einer Idee der Leiterin Toni Gehlsen und wurde nach dem Oderhochwasser 1997 errichtet. Gestiftet hat die 1,5 m hohe Stele der Lions Club. Sie besteht aus sechs Quadern. Die untersten vier stehen exakt übereinander, der fünfte ist leicht verdreht und der sechste steht auf einer seiner Kanten. Auf der gegenüberliegenden, obersten Kante sitzt ein in Richtung Oder blickender Vogel. Auf den Steinen ist Frankfurt und die Oder abgebildet. Dabei ist die Oder am untersten Stein flach dargestellt und sie wird je höher der Stein immer größer und wilder dargestellt. Eingeweiht wurde das Werk im September 1998 von Generalleutnant Hans-Peter von Kirchbach. Zu finden ist der Flutstein an der Oderpromenade unweit des Kartoffelhauses.
Stehender Junge nennt sich die Bronzeplastik des Bildhauers Wilfried Fitzenreiter (1932–2008) im Lennépark. Gefertigt wurde sie 1972 und 1975 im Park aufgestellt. Das Werk ist etwa 1,30 m hoch und zeigt einen nackten Jungen.
Eine weitere Figur des Bildhauers Fitzenreiter, die Junge Frau, befindet sich ebenfalls im Lennépark.
Städtefreundschaft heißt die Plastik von Herbert Burschik in der Moskauer Straße. Die Sandsteinstele ist 4,60 Meter hoch. Die Plinthe, ein viereckiger Sockel, sitzt auf einer Säule und hat zu jeder seiner Seiten eine Blüte als Motiv. Diese sollten die vier Partnerstädte, welche Frankfurt bei der Aufstellung hatte, symbolisieren; Zielona Góra, Wraza, Wizebsk und Scandicci. 1982 wurde das Werk, welches 25.000 DDR-Mark gekostet hatte, aufgestellt.
Mädchengruppe heißt die Skulptur in Neuberesinchen Am Arboretum von Roland Rother (1944–2024). Der Werkvertrag wurde 1981 geschlossen. Entstanden ist die Skulptur aus einem Sandsteinblock aus Dresden, welcher bereits 1980 an den Künstler geliefert wurde. Zu sehen sind vier Frauen, deren Beine nicht ausmodelliert, sondern in einem Sockel zusammengefasst sind. Während eine Frau des etwa zwei Meter hohen Gebildes das Haar offen trägt, haben die anderen es zu einem Dutt zusammengefasst.
Ein hölzerner Bär befindet sich am Südring neben der gleichnamigen Gaststätte. Die lebensgroße Figur wurde im November 2003 aus dem Stamm einer Douglasie herausgeschnitten. Die Douglasie wurde vermutlich Mitte der 1930er Jahre gepflanzt als Frankfurt sich in Richtung des heutigen Südrings ausbreitete und die Kneipe eröffnete. 2002 wurde auf Grund der Gefährdung durch den altersschwachen Baum seine Fällung angeordnet. Der Eigentümer des Grundstücks Bern Gottstein beauftragte daher Künstler, welche mit Motorsägen aus dem Stamm einen lebensgroßen Bären formten. Der Bär ist noch mit den Wurzeln verbunden und wurde, um nicht auszutreiben und erhalten zu bleiben, mit imprägniert.

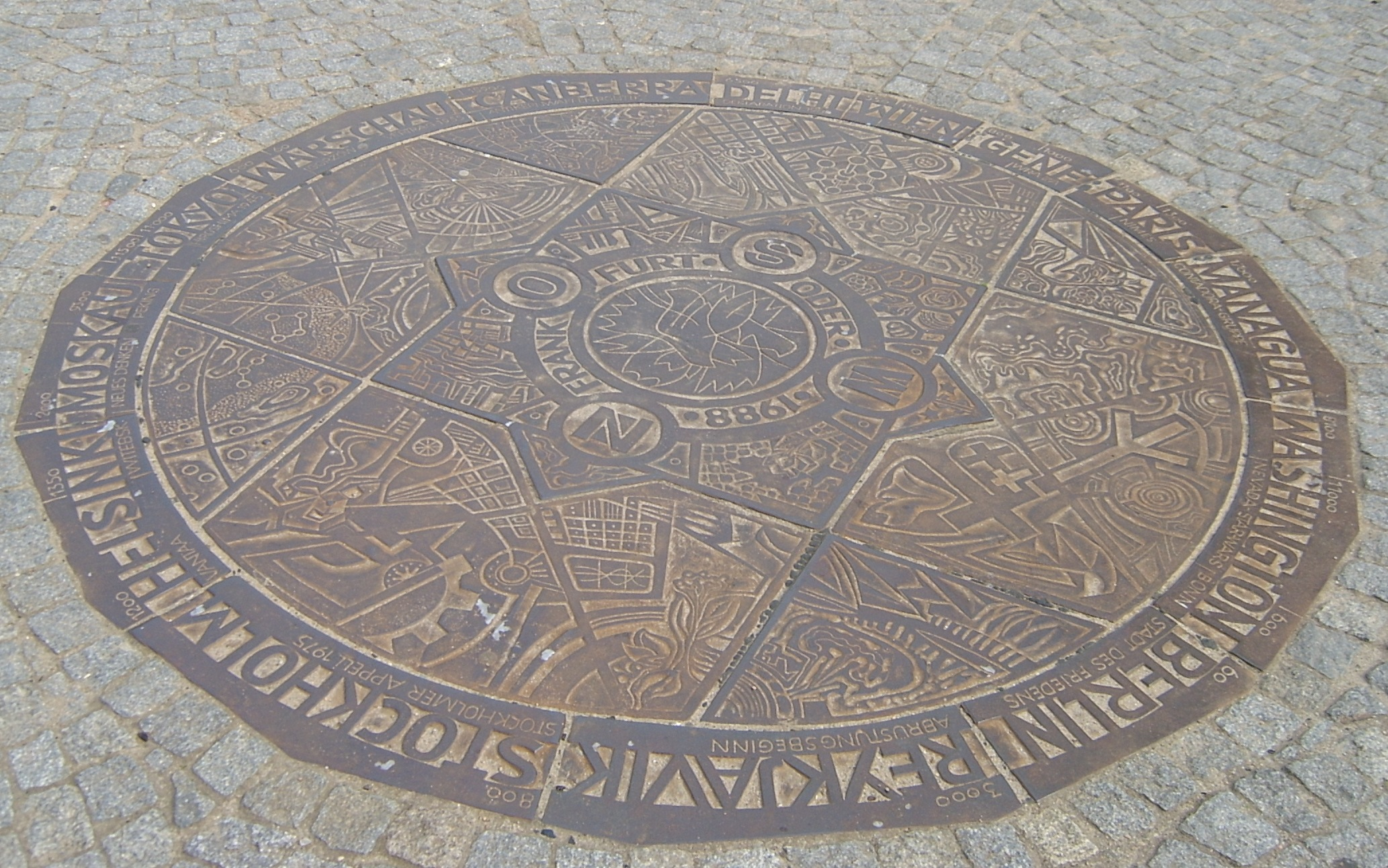
Das gesellschaftliche Geschehen der heutigen Zeit von Herdegen Fehlhaber

Das gesellschaftliche Geschehen der heutigen Zeit ist der Name der Metallplatte in der Großen Scharrnstraße. Geschaffen wurde das Werk von Herdegen Fehlhaber zu den Arbeiterfestspielen in Frankfurt 1988. Bereits zwei Jahre zuvor hatte im Dezember der Stadtrat entschieden Fehlhabers Werk zu bewilligen, womit er sich gegen Manfred Vogler und Michael Voll durchsetzte. Fehlhaber fertigte daraufhin ein Gipsmodell an und der VEB Erntemaschinen Tröbnitz Betriebsteil Frankfurt stellte daraus die Graugussplatte her. Die Brigade Gnewuch begann am 21. September 1987 offiziell mit den Arbeiten und übergab die Platte am 15. Februar 1988. Die Platte ist etwa fünf Quadratmeter groß und sehr detailreich. Im Zentrum der Platte befinden sich zwei Friedenstauben, welche vom Schriftzug Frankfurt (Oder) 1988 umrahmt werden. Dieser Schriftzug wird jeweils für die Angabe der Himmelsrichtungen unterbrochen. Weiter außen befindet sich ein Band mit den Namen verschiedener Städte die jeweils darunter mit der Friedensbewegung in Verbindung gestellt werden. Im äußersten Kreis befinden sich Zahlen, welche die Entfernung der Städte von Frankfurt angeben. Zwischen dem Schriftzug Frankfurt und dem Städteband befinden sich zahlreiche Motive. Unter anderem die Weltraumstation Mir der Halleysche Komet, Luftaufnahmen von Frankfurt, Darstellung der Marienkirche, Pflanzen, eine Neutronenbombe usw. Im nordwestlichen Teil der Platte findet sich eine Rose, welche an die Ermordung Olof Palmes erinnern soll.
Ebenfalls in der Großen Scharrnstraße befinden sich der Lauscher und der Waldschrat sowie die Maske von Erika Stürmer-Alex (1988). Die Wandgestaltungen Technische Formen und Bauformen stammen von Michael Voll (1987). Zudem gibt es drei Platzgestaltungen in der Großen Scharrnstraße: eine mit runden Keramiksteinen und Bänken von Gerhard Bondzin (1988), eine weitere mit dreieckigen und gestreiften Keramikziegeln von Friedrich Stachat (1988) sowie eine dritte von Antje Scharfe mit schachbrettartigem Muster und Streifen sowie einer Kugel mit Muscheln (1988) und Sitzelementen. Die Pferde (Fassadengestaltung) von Walter Kreisel wurden ebenfalls 1988 fertiggestellt.
In den Innenhöfen zwischen der Großen Scharrnstraße und der Kleinen Scharrnstraßen befinden sich drei Trennwände von Gertraude Pohl in grün, rot und blau (letztere inzwischen eher weiß/grau). Sie wurden 1980 errichtet und erinnern an Blattformen.
Am Eckhaus Kleine Oderstraße 4 finden sich die Aluminiumtafeln Geschichte von Frankfurt (Oder) von Dora Kleemann (1988).
Mädchen auf dem Schwebebalken heißt die Plastik auf dem Gelände der Sportschule. Im September 1961 wurde die Bronzeskulptur von Herbert Burschik aufgestellt. Das Mädchen und der angedeutete bronzene Schwebebalken stehen auf einem quadratischen Betonsockel.

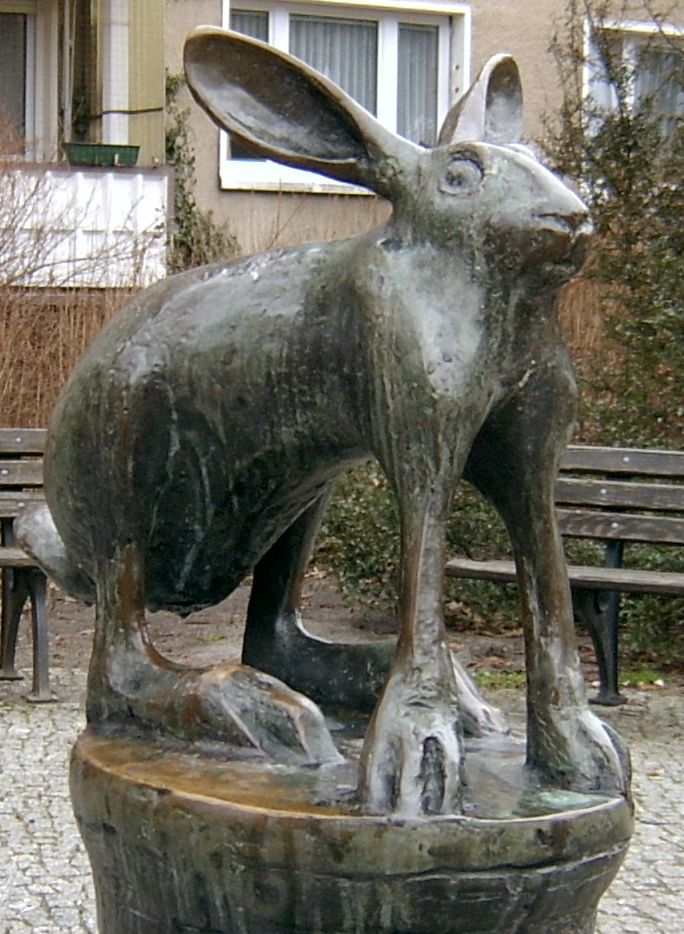
Hasensäule von Peter Fritzsche

Hasensäule nennt sich die Bronzeskulptur im Lennépark. Etwa 1972 wurde die Figur des Künstlers Peter Fritzsche aufgestellt. Gekostet hatte sie 2.148 Mark und wurde von der Gießerei Seiler in Schöneiche gegossen. Zweimal wurde die Figur nach Berlin gebracht. Das erste Mal kurz nach ihrer Aufstellung 1973 zu den X. Weltfestspielen in Berlin für die Ausstellung Plastik und Blumen im Treptower Park. Zur Restaurierung ging die Figur dann 1987 nach Köpenick in die dortige Bronzegießerei und wurde danach wieder auf ihrem angestammten Platz aufgestellt.
Vegetative Formen nennen sich die Werke des Künstlers Jürgen von Woyski im botanischen Garten Frankfurts. Zu den Motiven gehören unter anderem eine Ähre und eine Schnecke. Der Künstler erhielt den Auftrag zu einer Bildkünstlerischen Gestaltung mit freier Themenwahl für die Eröffnung des Botanischen Gartens. Im Dezember 1975 wurden die Sandsteinplastiken fertiggestellt für welche von Woyski 26.000 Mark erhielt.

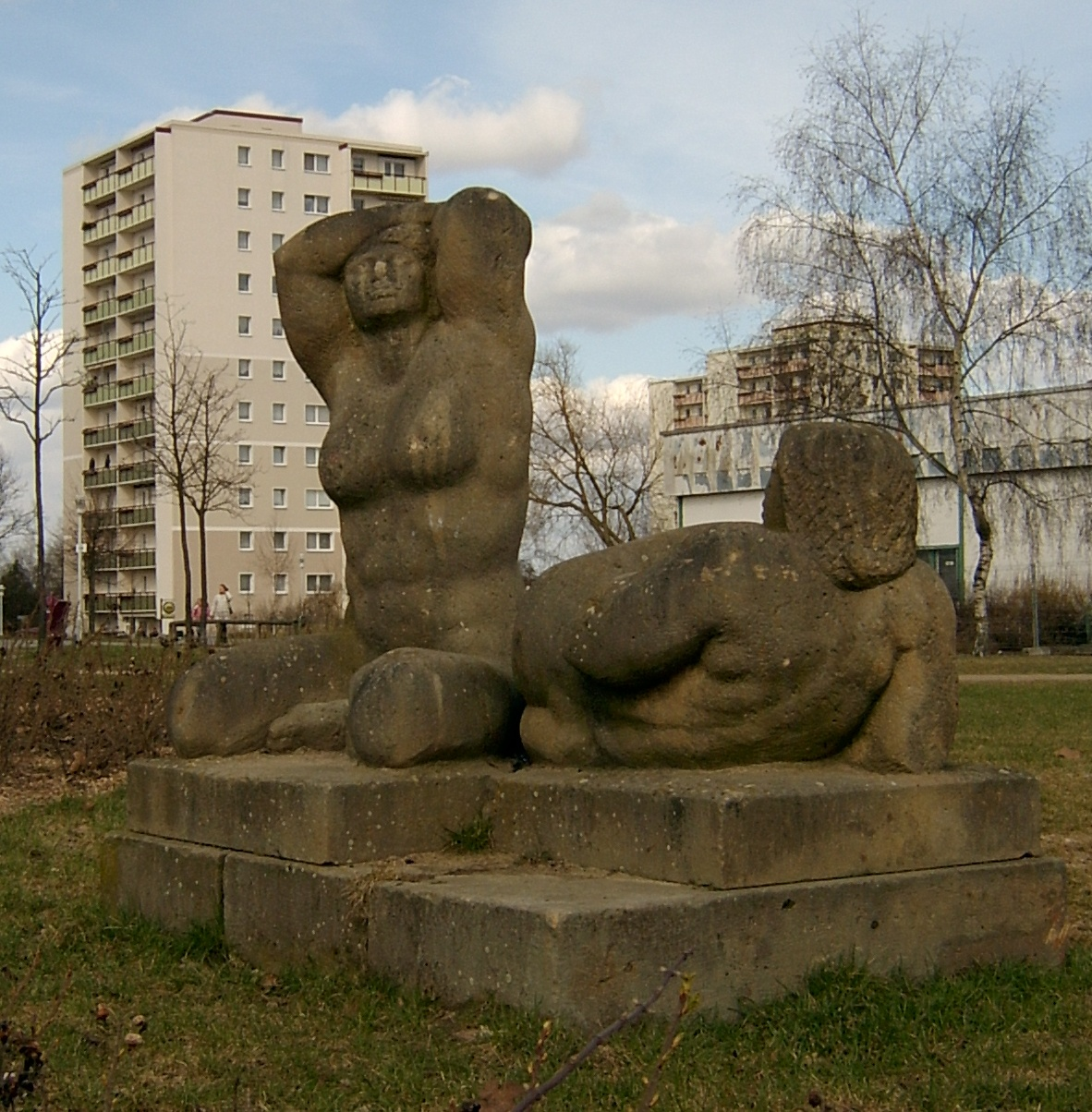
Erholung und Freizeit von Friedemann Klos

Erholung und Freizeit ist der Name der Skulpturen von Friedemann Klos in Neuberesinchen unweit von Hedwigs Einkaufspark. Bereits am 18. August 1976 schloss die Stadt einen Vertrag mit dem Bildhauer ab. Als Fertigstellungsdatum wurde das vierte Quartal 1978 vereinbart. Die Arbeiten verzögerten sich allerdings, so dass die Aufstellung der Figuren erst am 12. November 1981 erfolgte, nachdem am 14. Juli 1981 die Endabnahme erfolgt war. Zu sehen sind zwei in Rheinhardtsdorfer Sandstein gehauene nackte Frauen. Eine sitzt und hat die Arme hinter dem Kopf verschränkt. Die zweite liegt und stützt sich dabei mit ihrem rechten Arm auf. Insgesamt wiegt das Werk etwa 15 Tonnen.
Kopernikus ist der Name der Bronzeplastik von Herbert Burschik. Die Skulptur befindet sich vor der Grundschule Mitte unweit des Rathauses. 1974 erteilte der Rat der Stadt den Auftrag für die Figur. Gegossen wurde sie 1996 in der Kunst- und Glockengießerei Lauchhammer und im selben Jahr in Frankfurt aufgestellt. Die Kosten beliefen sich auf 12.100 Mark für das Gießen und 18.000 als Honorar für Burschik. Das Werk ist 1,85 Meter hoch. Es zeigt einen sitzenden Kopernikus, der ein Modell der Sonne hält, um welche die Planeten kreisen.
Die Heilige Barbara heißt die Plastik, welche heute auf dem Hof des Museums Viadrina steht. Die Plastik zeigt die Heilige mit ihrem Symbol dem Turm und ist etwa 3,5 Tonnen schwer. Entworfen wurde das 3,23 Meter hohe Sandsteinwerk von Georg Fürstenberg für die 1934/35 errichtete Hoffbauerkaserne. Ausführender Steinmetz war Wilhelm Fürstenberg, so dass sich am Fuß der Plastik die Initialen GWF befinden. Dort war ein Artillerieregiment untergebracht deren Schutzheilige sie unter anderem ist. Ursprünglich befand sich die Skulptur an der Giebelecke direkt über dem Eingang der Kaserne. Nach deren Abriss 1999 wurde sie in das Museum gebracht und restauriert.

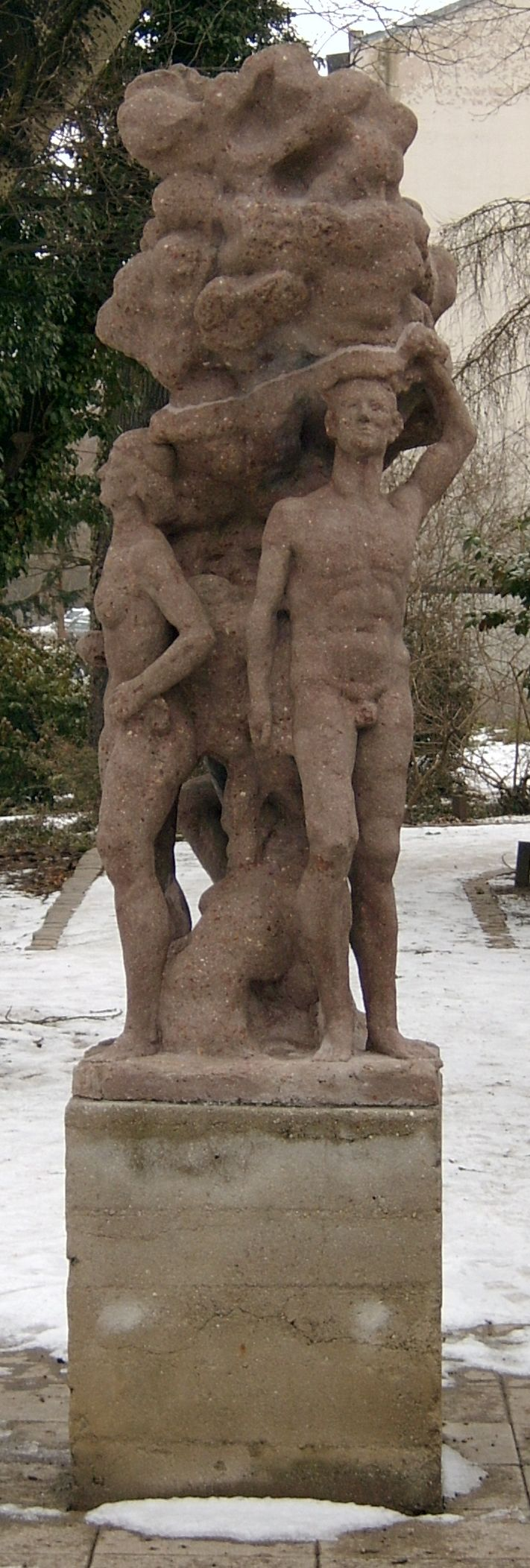
Apfelpflücker von Heinz Mamat

Apfelpflücker heißt die Skulptur von Heinz Mamat im Lennépark hinter der Wollenweberstr. 5. Das Werk aus Porphyrbeton ist 1,80 Meter hoch und steht auf einem 0,65 Meter hohen Sockel. Den Werkvertrag unterschrieb Mamat 1976 und am 13. September 1978 erfolgte die Endabnahme. Die Kosten beliefen sich auf 25.000 Mark zuzüglich Materialkosten. Danach dauerte es drei Jahre, bis das Werk im Herbst 1981 dann im Lennépark aufgestellt wurde.
Sonate heißt das Werk des Bildhauers Karl-Günter Möpert auf der Magistrale. Die Sandsteinstele wurde ohne Auftrag von Möpert gefertigt und erstmals bei der Kunstschau Plastik und Blumen im Treptower Park in Berlin ausgestellt. Der Leiter des Baustabes Kunst von Frankfurt Werner Klugmann interessierte sich für das Werk und holte es nach Frankfurt. Die Kosten für die Aufstellung in der Magistrale betrugen 1.690 Mark, das Künstlerhonorar 16.000 Mark. Die 1,90 m hohe Stele symbolisiert eine aufsteigende Tonleiter und die Formen einer Harfe.

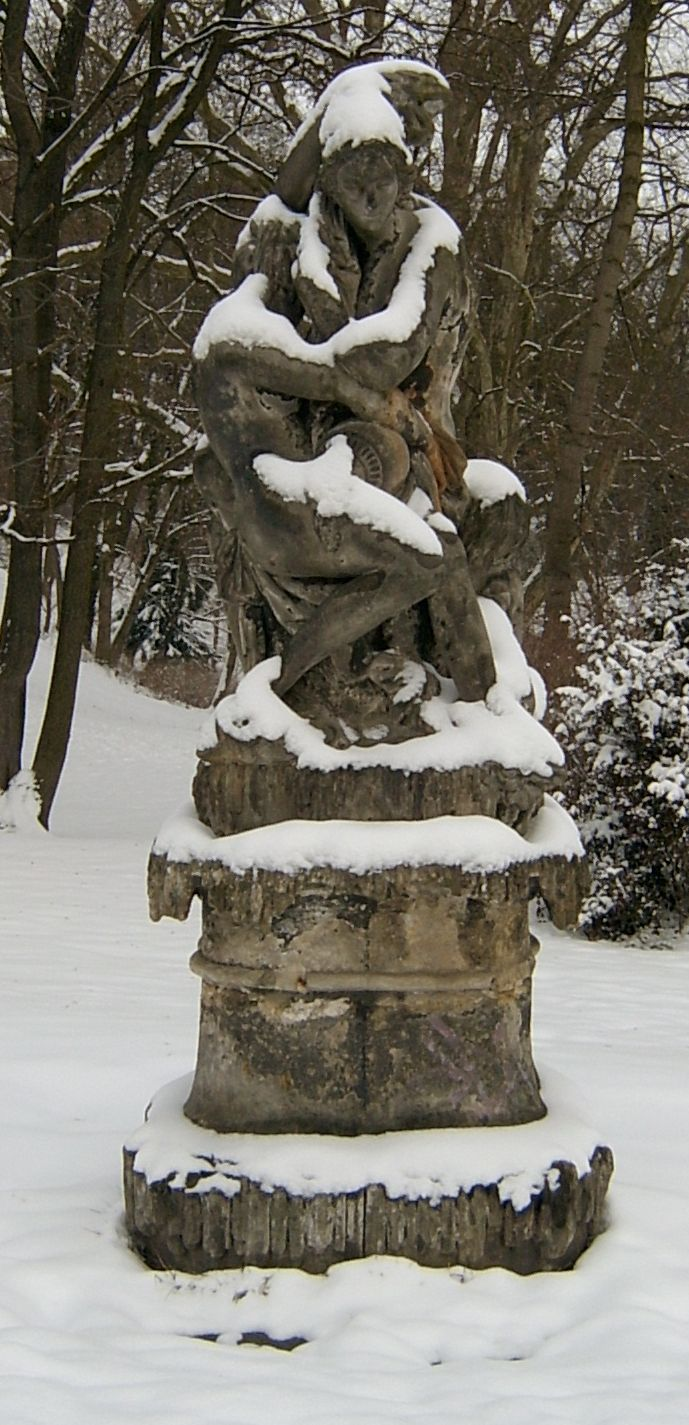
Mythologische Figurengruppe

Die Mythologische Figurengruppe findet sich an der Rosa-Luxemburg-Straße im Lennépark. Die Sandsteinplastik wurde vermutlich 1780 als zentrale Figur eines Springbrunnens geschaffen. Ihr Standort war die Parkanlage am Landhaus derer von Finckenstein in der Fischerstraße 6. Später wurde sie auf den Carthausplatz verlegt, das genaue Datum ist nicht bekannt, sicher ist, dass sie bereits 1882 dort stand. 1939 wurde sie im Lennépark aufgestellt. Im Oktober 2006 wurde sie zur Restaurierung nach Berlin gebracht und soll im Frühjahr 2007 wieder aufgestellt werden.
Die Große Sitzende heißt die Skulptur im ehemaligen Lienaupark. Das Sandsteinwerk wurde am 18. März 1977 aufgestellt. Bildhauer war Peter Makolies (* 1936). Zu sehen ist eine nackte sitzende Frau. Ihre Beine sind angewinkelt und sie stützt ihren linken Arm auf das linke Bein ab. Die rechte Hand findet auf dem Sockel der Figur halt.
Geborgenheit heißt die Plastik von Axel Schulz, die heute im Garten des Hauses der Begegnung steht. Der Werkvertrag für das Objekt wurde am 21. November 1966 zwischen Schulz und dem Wohnungsbau geschlossen. Fertiggestellt wurde die Figurengruppe 1968 und anschließend im Lennépark aufgestellt. Später, der Zeitpunkt ist unbekannt, wurde sie ins Depot des Kultureigenbetriebes der Stadt Frankfurt verbracht. Dieser veranlasste im März 2003 die Restaurierung durch die Bildgießerei Seiler in Schöneiche. Von der Möglichkeit Depotbestände zu mieten machte der Vorsitzende des Fördervereins des Hauses der Künste Bernd Schwarz im Jahr 2006 Gebrauch. Seitdem ist das Werk an seiner heutigen Stelle zu finden. Die Bronzeplastik ist etwa 80 Zentimeter hoch und zeigt einen Mann und eine Frau. Der Mann, mit in die Stiefel gesteckten Hosen, ist deutlich größer als seine Frau, um die er seinen linken Arm gelegt hat. Er blickt dabei auf seine Frau, bei welcher sich der Bauch durch ihre Schwangerschaft deutlich abzeichnet. Ihre Haare sind hochgesteckt und sie trägt ein Kleid. Ihre Hände ruhen auf ihrem Bauch.

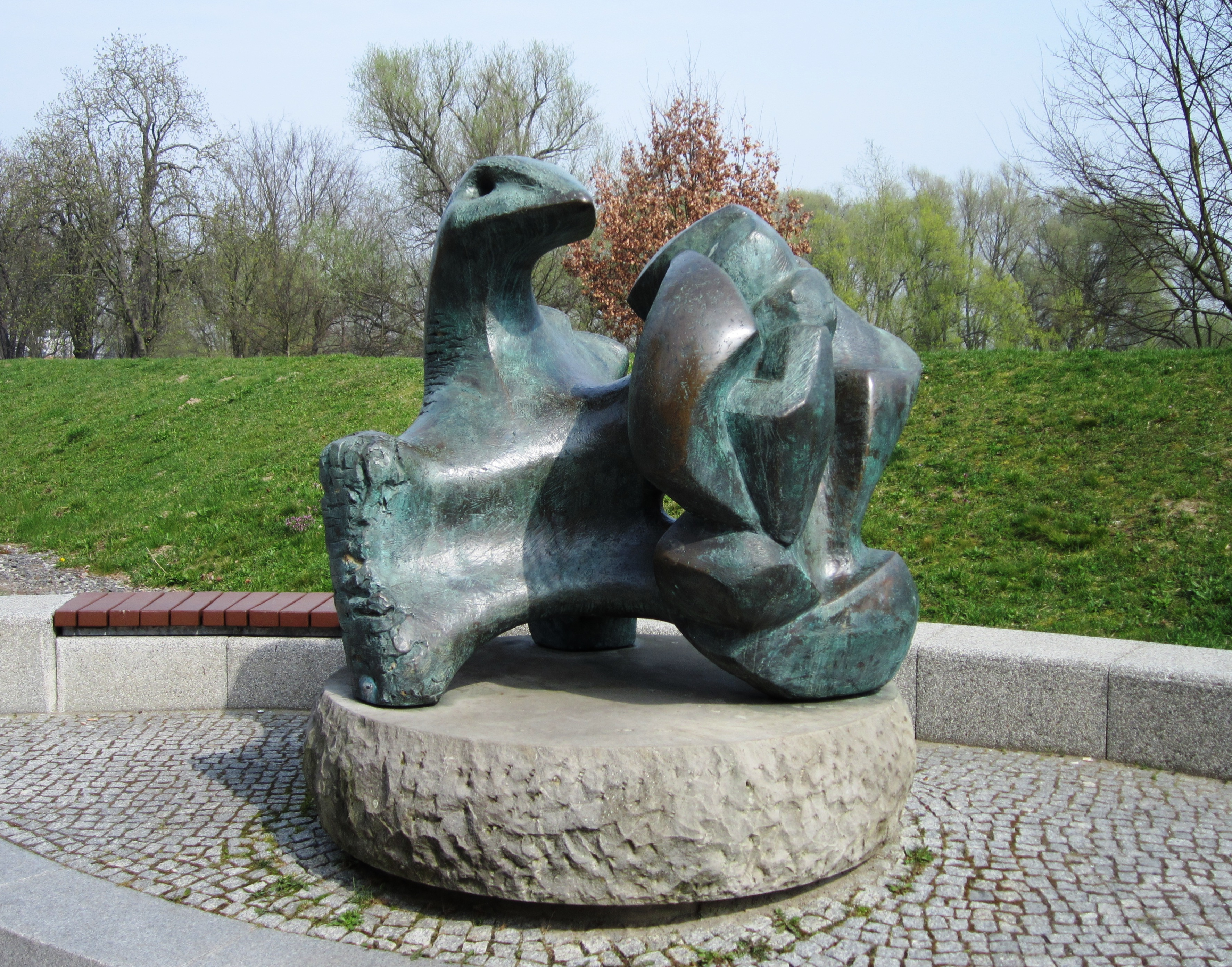
Phönix von Roland Rother

Die Plastik Phönix befindet sich am Deich an der Rückseite des Gräfin-Dönhof-Gebäudes der Europa-Universität Viadrina. Die Bronzeplastik wurde von Roland Rother geschaffen. Das Werk erreichte den dritten Platz bei einem Kunst-Wettbewerb und wurde im Juli 1998 vom Oberbürgermeister Wolfgang Pohl eingeweiht. Pohl sah das Werk „hier an der deutsch-polnischen Grenze auch als Symbol für die europäische Integration“. Ursprünglich stand der Phönix direkt vor der Landeszentralbank, die das Werk erworben und der Stadt geschenkt hatte. Später wurde die Bronzeplastik etwas weiter nördlich aufgestellt.

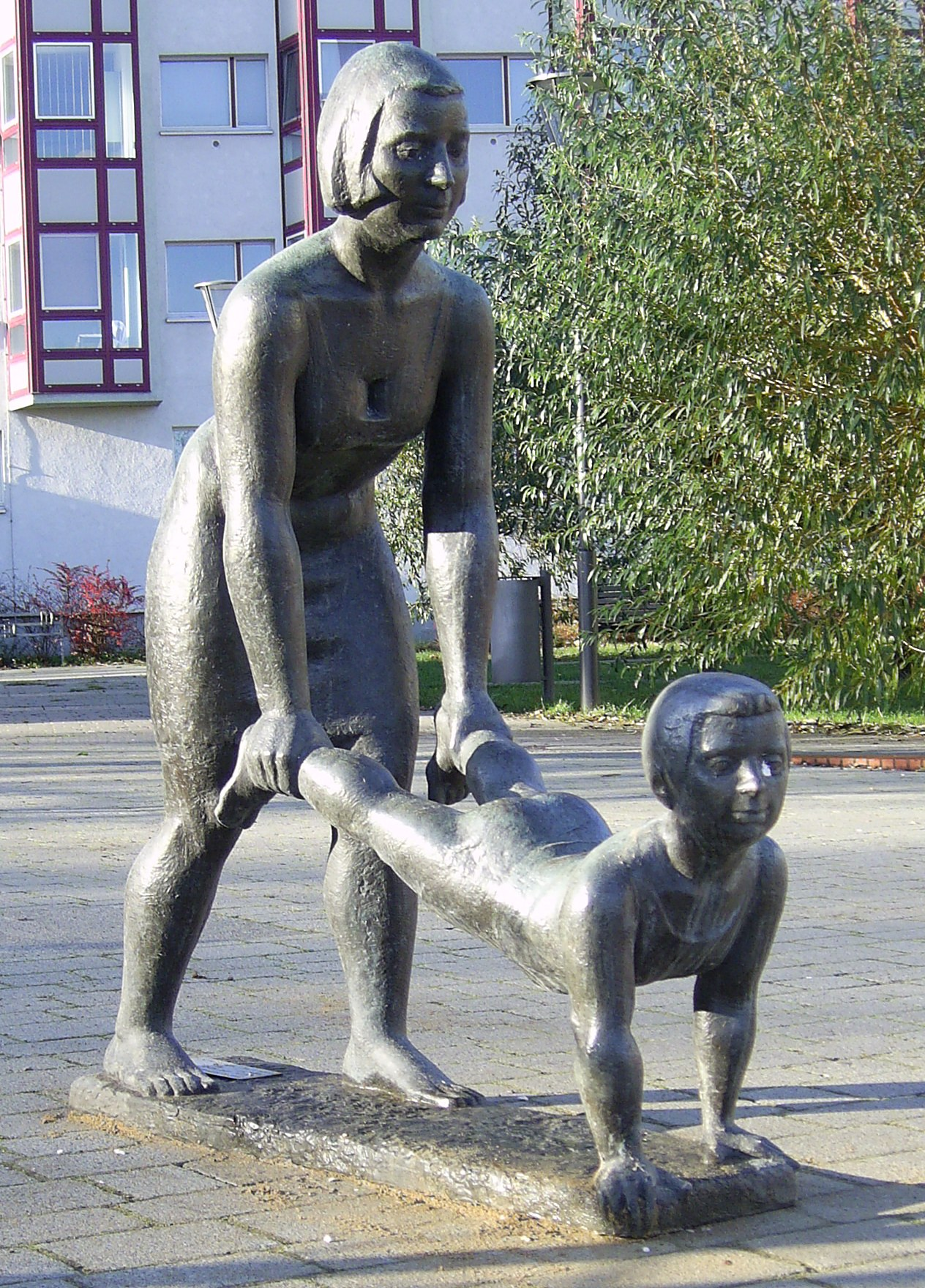
Mutter und Kind von August Martin Hoffmann

An der Oderpromenade nördlich des Grenzübergangs befindet sich die Plastik Mutter und Kind. Geschaffen wurde sie 1972 von August Martin Hoffmann. Auf einer Plakette direkt am Werk ist zu lesen, dass ein Ernst-A. Hoffmann diese Skulptur 1977 geschaffen habe, diese Angaben sind aber falsch. Der Werkvertrag mit dem Künstler wurde am 14. November 1971 geschlossen, die Zwischenabnahme erfolgte im März 1972 in Schwerin. Die Figur stand bis 1976 am Oderturm. Für die Ausstellung Kunst und Sport des deutschen Turn- und Sportbundes wurde das Werk 1976 ausgeliehen und anschließend wieder am Oderturm aufgestellt. Im Rahmen der Sanierung und des Umbaus des Oderturms wurde die Bronzefigur zwischen dem 20. und 23. September 1991 abgebaut und ins Depot der Stadtverwaltung, dem Sauerhaus, gebracht. Im Depot blieb das Werk bis 2003. In dem Jahr wurde sie auf der Insel Ziegenwerder im Europagarten aufgestellt. Anschließend verschwand die Figur wieder im Depot, bevor sie im November 2006 an ihrem heutigen Standort aufgestellt wurde. Zu sehen ist eine Mutter, die ihr Kind an den Füßen hält und Schubkarre spielt.

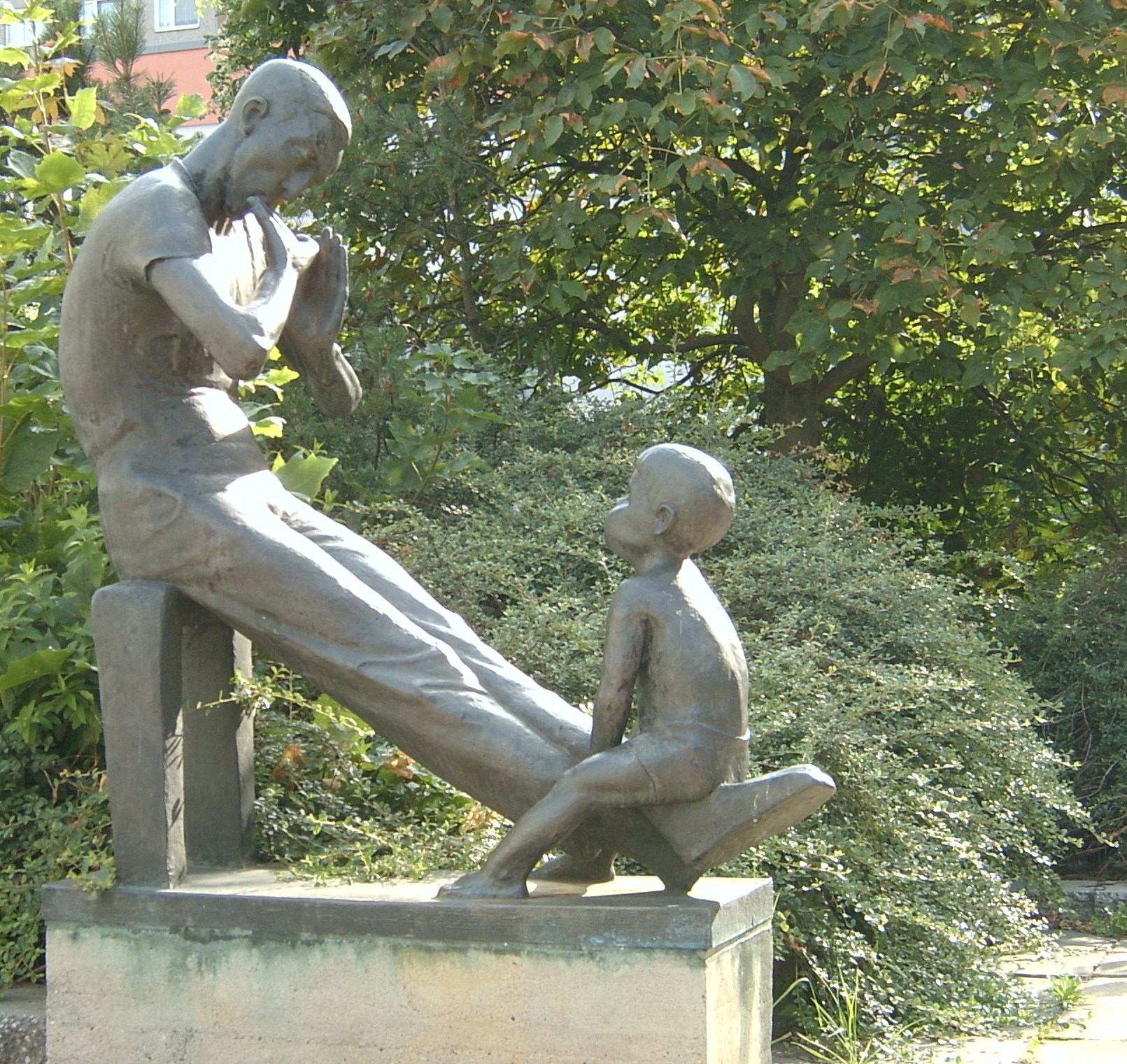
Mundharmonikaspieler / Vater mit Sohn von Hans-Detlev Hennig

Der Mundharmonikaspieler, auch Vater mit Sohn bezeichnet, befindet sich in der Franz-Mehring-Straße. Geschaffen wurde die Plastik von Hans-Detlev Hennig. Den Vertrag mit dem Künstler schloss der Rat der Stadt 1985, als Vertragssumme wurden 16.000 Mark vereinbart. 1985 goss die Kunstgießerei Lauchhammer, Teil des VEB Schwermaschinenbau Lauchhammer das Werk. Zwei Jahre darauf wurde das Werk in der Franz-Mehring-Straße aufgestellt. Zu sehen ist ein Vater, welcher Mundharmonika spielt. Auf seinen ausgestreckten Beinen sitzt sein Sohn und schaut ihm interessiert zu.

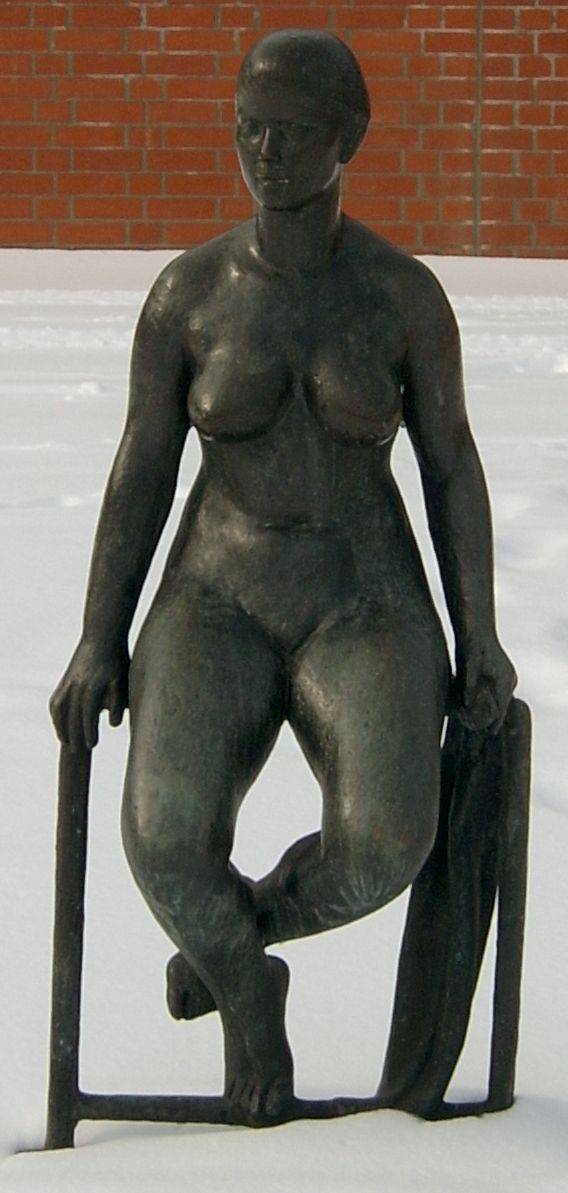
Schwimmerin von Fritz Cremer

Die Schwimmerin ist eine Bronzeskulptur von Fritz Cremer (1906–1993). Sie stand bis 22. Februar 2016 auf der Uferpromenade. Nachdem es in Frankfurt (Oder) zu vermehrten Diebstählen an Kunst im öffentlichen Raum gekommen war, entschied sich die Stadt diese abzubauen und einzulagern.
Die Figur zeigt eine nackte Frau deren Blick auf die Oder gerichtet war. Die Schwimmerin wurde 1979 Baustab Bildkunst Frankfurts für 24.880 Mark erworben. Der damalige Standort ist unbekannt. Im Juni 2003 wurde sie in einer Werkstatt für Kunstguss in Schöneiche repariert.
Seit Juni 2019 steht die Skulptur der Erntehelferin des Bildhauers Walter Kreisel wieder im Ortsteil Markendorf, nachdem sie 2008 im Auftrag der Stadt Frankfurt (Oder) nach Metallkunstdiebstählen in der Stadt vom Sockel gehoben und sichergestellt wurde. In Auftrag gegeben wurde die Skulptur 1977 von der Stadt Frankfurt (Oder) für das ehemalige Obstbaukombinat Markendorf. 1992 erwarb eine Speditionsfirma das Kombinat von der Treuhandanstalt  mit allem, was sich auf dem Grundstück befand. Die Firma zeigte die Sicherstellung ihres Eigentums durch die Stadt an und klagte erfolgreich die Herausgabe ein.

## Wandgestaltungen

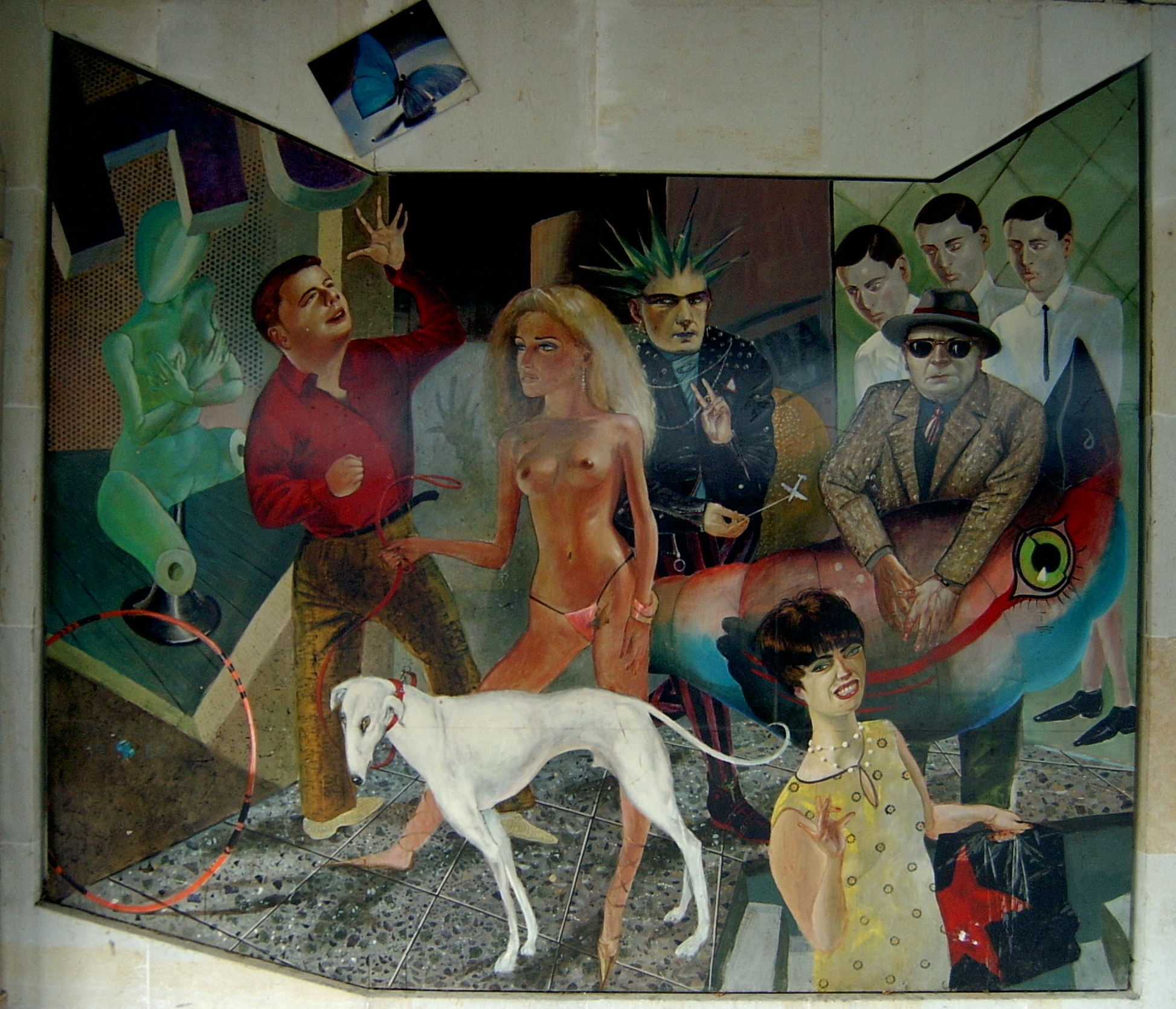
Boulevardpassanten von Harald Schulze

Das Gemälde Boulevardpassanten von Harald Schulze befindet sich in der Großen Scharrnstraße. Das Gemälde wurde 1988 mit Acrylfarbe auf zwei Aluminiumplatten geschaffen. Das Bild zeigt unter anderem einen Punker und eine halbnackte Blondine mit einem Windhund. Die Drillinge im rechten Bild sollen die Staatssicherheit symbolisieren und die schwarze Tüte mit rotem Stern, die eine Frau trägt, die RAF. Ein Mann mit Hut und Sonnenbrille trägt eine aufgeblasene Vogelfigur. Der Mann symbolisiert die Verbannung alles andersartigen. Das Mädchen auf dem linken Bild ist die Tochter des Künstlers Leonora.
An der Westseite des Blocks Badergasse 1 befindet sich das Werk Erdstrukturen – Lebensbaum – Wasser von Manfred Wenck. Die 30 Platten aus Steinzeug bedecken insgesamt elf Quadratmeter und wurden Ende der 1970er Jahre angebracht. Zentral ist ein Laubbaum zu sehen, in dessen Stamm eine Eule sitzt und von dem unten auch Wurzeln erkennbar sind. Rechts des Baumes wird Wasser mit Fisch und Luftblasen dargestellt. Links hingegen sind die Erdstrukturen zu erkennen.

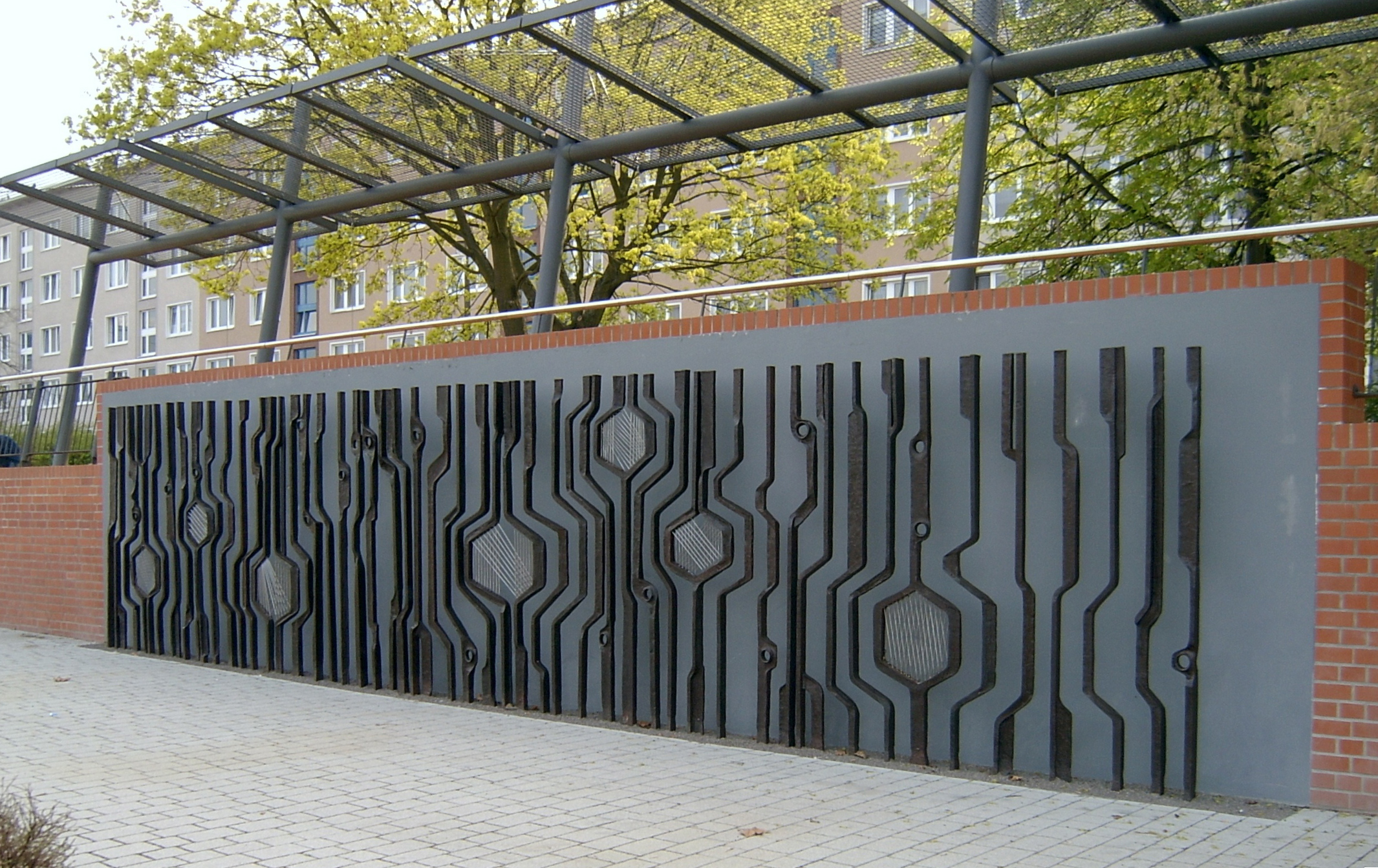
plastisch-räumlich geschmiedete Wandgestaltung von Achim Kühn

Die Wandgestaltung von Achim Kühn (* 1942) befindet sich auf der Oderpromenade in Höhe der Musikschule. Die fünf Meter lange Stahlwand wurde kurz vor Ostern 2006 wieder Teil des Stadtbildes. Achim Kühn hatte 1972 vom Rat der Stadt den Auftrag erhalten mit einer aufwändig geschmiedeten Wandgestaltung an der Neugestaltung der Oderpromenade mitzuwirken. Unmittelbar nach dem Oderhochwasser 1997 wurde das Werk demontiert und von der Stadt eingelagert. Durch Intervention des Künstlers und einer notwendigen 10.000 € teuren Restaurierung ist das Werk jetzt wieder öffentlich zu sehen.
Der Fuchs im Weinberg nennt sich die Wandgestaltung von Werner Voigt im Weinbergweg. Den Auftrag dazu erhielt Voigt Ende der 1960er Jahre; zu diesem Zeitpunkt hieß die Straße noch Otto-Grotewohl-Straße. Das Werk zeigt einen Fuchs, welcher sich auf seine Hinterpfoten aufgerichtet hat und sich mit den Vorderpfoten auf einer Mauer abstützt. Rechts davon steht ein Mädchen, das die Arme ausstreckt und dahinter eine sitzende Frau die Weintrauben pflückt. Über all dem scheint eine Sonne, die von rechts scheint. Nach rechts beugt sich der Weinstock mit seinen Früchten.
Pflanzen nennt sich die Wandgestaltung von Sabine Rachold am Südgiebel der ehemaligen Kindertagesstätte Kinderparadies in Neuberesinchen. Farblich dominieren grün und gelb das Werk aus handgeformten Keramikplatten. Die Keramikplatten wurden vom Keramischen Werk Berlin nach Entwürfen Wolfgang Müllers gefertigt. Der Vertrag für diese Arbeit wurde 1975 geschlossen, allerdings zuerst mit dem Auftrag eine Gestaltung zu Wir bauen ein Haus zu entwerfen in der eine Matroschka, Bummi, Babuschka und Burattino vorkommen sollten.
Die Wandgestaltung am Brunnencafé wurde von Tomas Grzimek geschaffen. Den Auftrag dazu erhielt er 1981 von der Stadt. 1982 war das 23.000 Mark teure Werk fertig. 2001 wurde die Wandgestaltung durch Grzimek gereinigt. Das in terrakotta, blau und grün gehaltene Werk zeigt Szenen aus der Stadtgeschichte. Unter anderem ist ein Fischer auf der Oder zu sehen, eine Theatermaske, Felder und Bäume. In der Mitte des Werkes sind Bürgerhäuser, eine Stadt und ein Neubaugebiet zu erkennen.
Die Wandgestaltung Reise in die Sowjetunion befindet sich im Juri-Gagarin-Ring. Die Reliefs wurden von Carola und Axel Schulz aus Schwedt geschaffen. Ursprünglich war geplant, dass die Künstler der Stadt Frankfurt den Vorentwurf 1972 präsentieren und das fertige Werk 1972 übergeben. Dies wurde aber wohl nicht eingehalten, da der VEB  Lauchhammer erst im April 1975 eine Rechnung für den Bronzeguss ausstellte. Fertiggestellt wurde das Werk dann 1977. Erst am 22. April 1985 wurde der VEB Baustoffversorgung Frankfurt von Axel Schulz um 5.000 rot-bunte Klinker gebeten. Wo und ob das Werk zwischen 1977 und 1985 zu sehen war, ist nicht sicher. Heute ist das Werk durch Schmierereien beschädigt. Trotzdem kann man die Werke teilweise gut erkennen. Zu sehen sind unter anderem der Moskauer Kreml, der Fernsehturm Ostankino, der Kalinin-Prospekt und das Kloster Susdal. Der Volkstanz schmückt den Giebel des Wohnblocks Carl-Philipp-Emanuel-Bach-Straße/Große Oderstraße. Fritz Eisel (1929–2010), hauptsächlich als Maler tätig, war der Künstler, welcher dieses Werk 1960 schuf. Bei der Sanierung des Gebäudes wurde die Wärmedämmung rund um das Werk ausgespart, so dass es leicht erhalten bleiben konnte. Das Werk, mit einer Breite von 3,30 Metern und einer Höhe von etwa fünf Metern, zeigt drei Figuren, einen Mann und zwei Frauen. Der Mann steht auf der linken Seite und spielt Akkordeon, die zwei Frauen, mit braunem und blondem Haar, tanzen rechts neben ihm. Weiterhin ist ein Krug zu sehen. Die Figuren sind in gelben, braunen und blauen Farbtönen gehalten.
Blütenkelche – Welt der Kinder – Kinder Welt so nennen sich die drei Wandgestaltungen der Blöcke eins bis drei in der Pablo-Neruda-Straße. Geschaffen wurden sie von Klaus Gottwald. Die Wandgestaltungen, aus Keramikplatten bestehend, erschließen sich dem Betrachter nur mit einem gewissen Abstand zum Objekt. Die Werke, in den maßgeblichen Farben Gelb, Grün und Braun bzw. Blau sind drei mal vier Meter groß und wurden 1980 angefertigt.

## Ehemalige Werke
Das Leopold-Denkmal befand sich in der Dammvorstadt (heute Słubice in Polen) am Prinzenufer Ecke An der Seidenfabrik. Entworfen wurde es von Bernhard Rode und 1788 an der Stelle, an welcher der Leichnam von Prinz Leopold Maximilian von Braunschweig nach der Oderflut 1785 gefunden wurde, errichtet. Auf der Rückseite trug es die Inschrift Menschenliebe, Standhaftigkeit, Bescheidenheit, drei himmlische Geschwister, tragen diesen Aschenkrug verewigter Leopold, und klagen mit der Göttin der Stadt, deren Bürger du zu retten eiltest, und klagen mit dem Odergott, in dessen Wellen du untergingst, dass die Erde ihr Kleinod verloren hat. Nach dem Zweiten Weltkrieg ging das Denkmal verloren. Nach Angaben der Stadtverwaltung Słubice wurde das Denkmal auf Befehl aus Posen vom Sockel genommen und auf einem sowjetischen Lkw über die Holzbrücke nach Frankfurt transportiert, wo sich dessen Spuren verlieren.

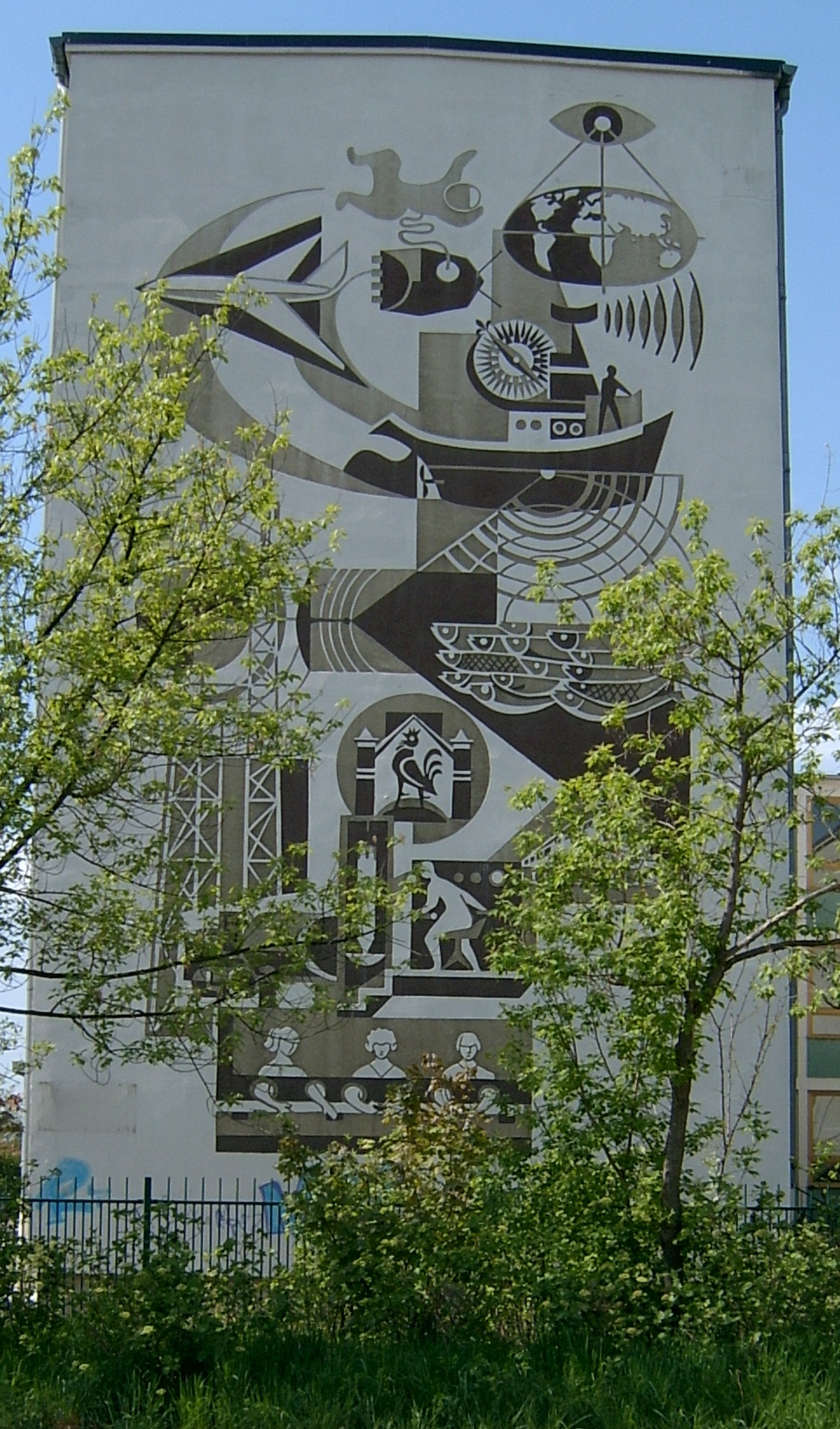
Halbleiterelemente von Rudolf Grunemann

Halbleiterelemente war die Bezeichnung der Wandgestaltung im Weinbergweg. Geschaffen wurde sie 1967 von Rudolf Grunemann (1906–1981). Den ersten Entwurf gab es im Juli 1967, die Endabnahme erfolgte im Dezember 1967. Der Arbeitstitel des Werkes war Die Bedeutung von Frankfurt (Oder) für die DDR. Insgesamt kostet das Werk 28.000 Mark. Das Schulgebäude, an welchem sich das Werk befand, wurde ursprünglich von der 12. Polytechnischen Oberschule „Wilhelm Pieck“ genutzt. Nach 1990 wurde es von der Volkshochschule verwendet. In den 2000er Jahren wurde es abgerissen. Insgesamt war das Werk ca. 90 m² groß. Im unteren Teil des Bildes waren drei Frauen zu sehen, welche die Halbleiter produzieren. Darüber befand sich eine Person, welche mittels Mikroskop eine Qualitätsprüfung durchführt. Zentral im Bild befand sich stilisiert das Wappen Frankfurts. Auf dem Rest des Bildes waren Anwendungen für die Produkte zu sehen. So eine Elektrolokomotive, zwei Funkmasten, ein Fischereischiff, ein Raumschiff und ein Flugzeug.
Bildhauerin, eine 80 cm hohne Bronze-Statue von Walter Arnold stand ab 1977 auf dem Hansaplatz. Nach den 2000er Jahren wurde sie abgebaut.
Spielpunkte war eine Installation des Holzbildhauers und Holzgestalters Gisbert Baarmann, die am 30. Mai 2004 auf einem Spielplatz im Park an der St.-Gertraud-Kirche aufgestellt wurde. Sie bestand aus einer flachen Kuppel aus verschränkten, gebogenen Holzbrettern mit einer Höhe von 1,40 m und einem Durchmesser von 5,50 m sowie zwei 2,30 m hohen Holzstelen. 2023 waren nur noch das Fundament der Kuppel als Sandkasten mit einem metallenen Schaufelbagger und die Fundamente der Stelen erhalten.

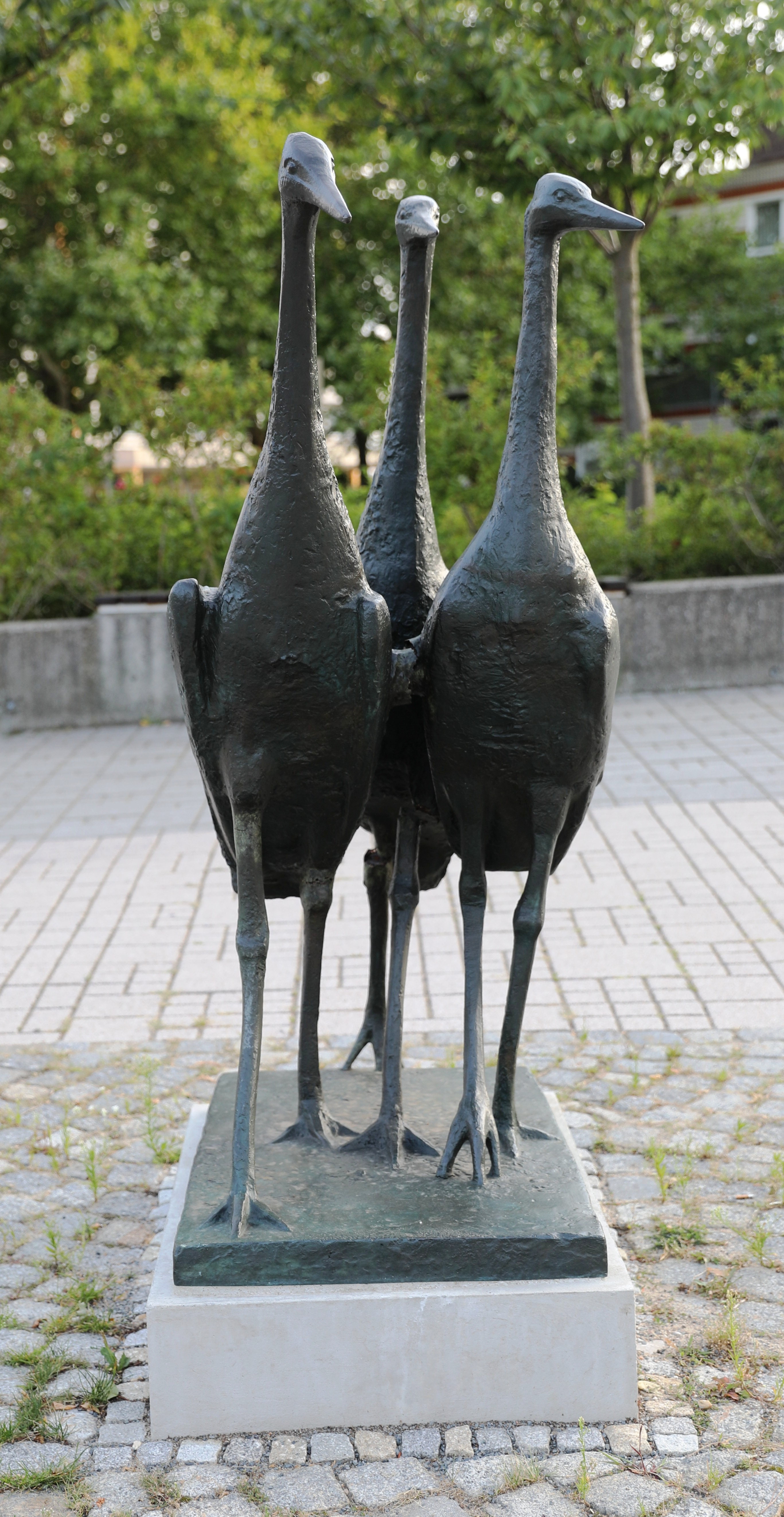
Kranichgruppe von Peter Fritzsche

Die 147 cm hohe Kranichgruppe von Peter Fritzsche entstand in den 1970er Jahren als Auftragswerk und war eine von drei Tierplastiken, die zur künstlerischen Gestaltung in Frankfurt-Nord entworfen wurden. Sie wurde jedoch zunächst im Vorgarten der Kleinen Galerie in der damaligen Wilhelm-Pieck-Straße (heute Villa Hahn, Heilbronner Straße) aufgestellt. Danach wurde sie in das Ensemble der Brunnenanlage in der Fröbelpromenade in Neuberesinchen eingefügt. Im Dezember 2008 wurde die Plastik am Hansaplatz in Hansa Nord aufgestellt. Am 9. November 2016 wurde die Kranichgruppe durch ein auffahrendes Auto beschädigt, in der Bildgießerei Seiler in Schöneiche repariert und 7. Dezember 2018 wieder aufgestellt; der Sockel wurde von der Steinmetzfirma Dirk Knösel gefertigt. Im August 2019 wurde die Plastik erneut beschädigt und daraufhin demontiert.
1999 schuf der Frankfurter Künstler Christoph Neubauer am Nordgiebel eines Wohnblocks in der Großen Oderstraße eine 12 × 10 m große Illusionsmalerei, die das im Zweiten Weltkrieg zerstörte Bolfrashaus aus einem bestimmten Blickwinkel wieder sichtbar machte. 2013 wurde der Wohnblock abgerissen, um Platz für den Wiederaufbau das Bolfrashauses mit originalgetreuer Fassade zu schaffen.